# Donald Slayton
Donald "Deke" Slayton (Sparta, Wisconsin, 1924. március 1. – League City, Texas,         1993. június 13.) amerikai űrhajós.

## Életpálya
1942-től háborús szolgálatot teljesített. 1943-ban avatták repülőtisztté. A Minnesota Egyetemen 1949-ben repülőmérnöki diplomát szerzett. 1949-1951 között a Boeing mérnöke volt, majd 1951-1955 között vadászpilótaként Nyugat-Európában szolgált. 1956-1959 között az Edwards légitámaszponton berepülőpilóta. 1959-től részesült űrhajóskiképzésben.
Az „eredeti hetek”, az első űrhajóscsoport tagjaként került a NASA-hoz, korábban vadászpilóta volt. 1962-ben a Mercury–7 kijelölt pilótája volt, de az ellenőrző orvosi vizsgálat pitvarfibrillációt (enyhe szívritmuszavar) jelzett, eltiltották a repüléstől. A NASA repülőszemélyzeteinek a főnöke lett, teljes munkaidőben. Őrajta múlott, hogy ki mikor indulhatott a világűrbe, ő jelölte ki a leendő legénységeket, végig a Gemini- és Apollo-program során. Az űrhajósok Keresztapa becenévvel illették. Slayton azonban nem mondott le céljának a megvalósításáról, fellázadt fogatlan oroszlán státusza ellen és felkeresett egy szívspecialistát. Ő egy kockázatos műtéttel visszaadta a szárnyait, és Slayton, főnöki beosztását hátrahagyva, 1972-től újra űrhajós lehetett.
1993-ban halt meg, 69 éves korában, halálát agytumor okozta.

## Űrrepülések
Egészségi állapotának javulásával jelölték az Szojuz–Apollo-program, dokkolómodul pilótának Thomas Stafford és Vance Brand mellé az Apollo fedélzetére.
Sikeresen végrehajtották a küldetésüket, azonban Slayton többet nem járt a világűrben.

## Irodalmi megjelenések
Slayton alakját Oriana Fallaci is megörökítette az amerikai holdprogramról írt Ha meghal a nap című regényében.

## Szakmai sikerek
- 1961-ben a Carthage-főiskola tiszteletbeli doktora,
- 1965-ben a Michigani Műszaki Egyetem választotta tiszteletbeli doktorrá,

## Fordítás
- Ez a szócikk részben vagy egészben  a   Deke Slayton című angol Wikipédia-szócikk ezen változatának fordításán alapul.  Az eredeti cikk szerkesztőit annak laptörténete sorolja fel. Ez a jelzés csupán a megfogalmazás eredetét és a szerzői jogokat jelzi, nem szolgál a cikkben szereplő információk forrásmegjelöléseként.